# Erasmus Fröhlich

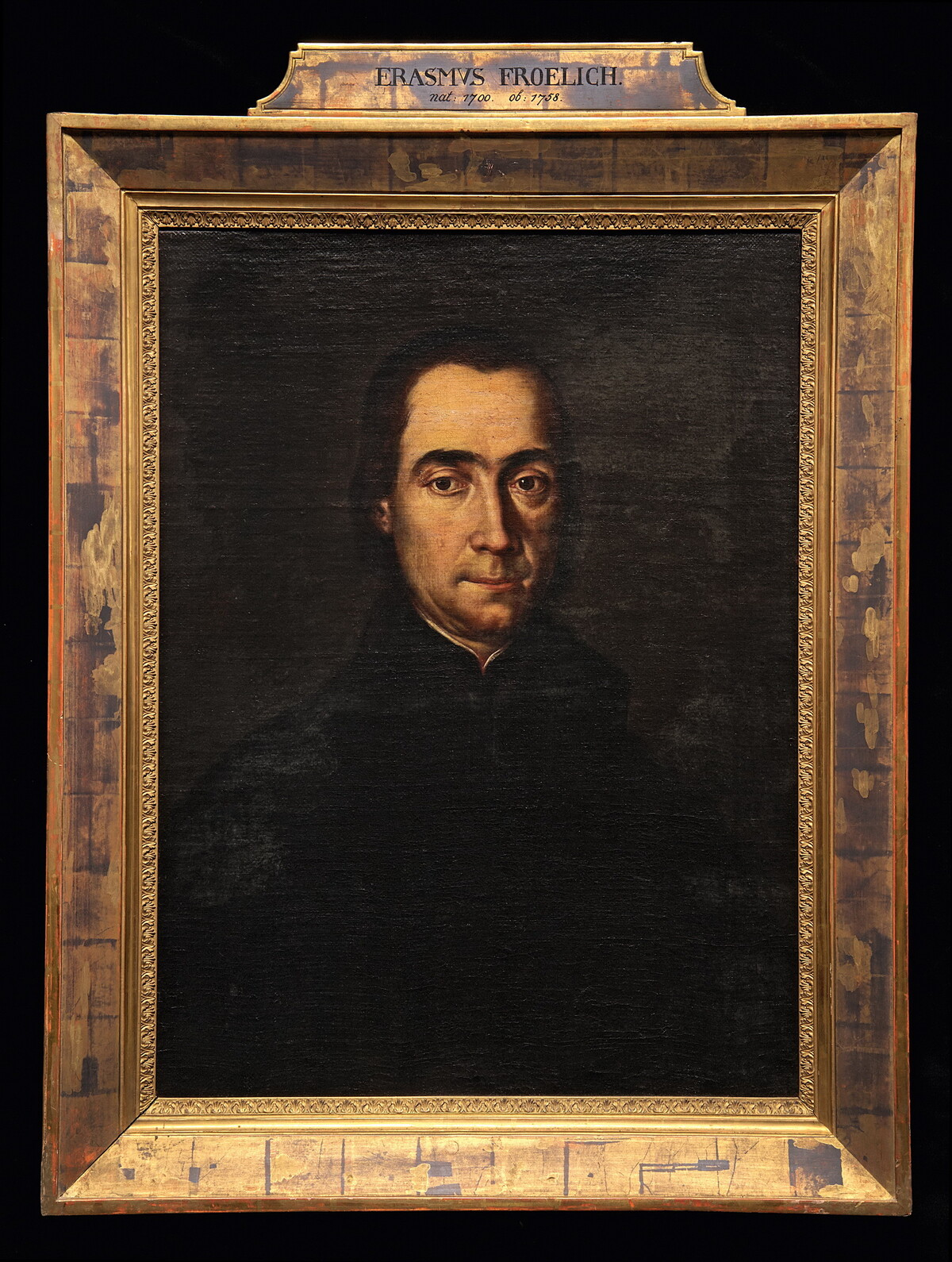
Erasmus Fröhlich (Darstellung nach Peter Fendi)

Erasmus Fröhlich SJ (auch Erasmus Froehlich, Erasmus Frölich oder Erasmus Froelich; * 2. Oktober 1700 in Graz; † 7. Juli 1758 in Wien) war ein österreichischer Jesuit, Historiker, Bibliothekar und Numismatiker.

## Leben
Erasmus Fröhlich trat nach Abschluss der niederen Schule am 10. Oktober 1716 in Wien in den Jesuitenorden ein und absolvierte ein zweijähriges Noviziat. Anschließend ging er nach Leoben, durchlief dort die Humaniora und begann 1719 in Graz mit Studien der Philosophie. Von 1722 bis 1726 war er Lehrer in Klagenfurt, wo er auch Griechisch und Latein erlernte. Von 1726 bis 1731 studierte er in Wien Mathematik und später Theologie und befasste sich mit der hebräischen Sprache. Anschließend ging er zum Tertiat nach Judenburg. Ab 1732 wurde er an der Philosophischen Fakultät der Universität Wien Professor für Ethik und lehrte auch Grundlagen der Mathematik, legte aber bald das öffentliche Amt nieder und unterrichtete in seinem Orden höhere Mathematik. Von 1738 bis 1741 war er Präfekt des Mathematischen Museums. Durch den Einfluss seiner Ordensbrüder Christian Edschlager (1699–1741) und Karl Granelli (1671–1739), dem Beichtvater der Witwe Wilhelmine Amalie von Braunschweig-Lüneburg, begann er, sich intensiv mit Numismatik zu beschäftigen.
1746 wurde er Lehrer für Geschichte, Heraldik, Diplomatik und griechische Sprache und Literatur an dem von Maria Theresia neugegründeten Theresianum. 1748 begann er mit dem Ordnen und Katalogisieren der von Pius Nikolaus Garelli zusammengestellten Bibliothek, die dessen Sohn Johann Baptist Hannibal Garelli (1719–1741) testamentarisch zum öffentlichen Gebrauch bestimmt hatte. 1749 wurde die „Garellische Bibliothek“ öffentlich zugänglich.
Kaiser Franz I. beauftragte Erasmus Fröhlich, Valentin Jamerai Duval und Josef Khell mit der Katalogisierung des kaiserlichen Münzkabinetts. Diese Arbeit wurde 1755 abgeschlossen, die Ergebnisse wurde in dem zweibändigen Katalog Numismata Cimelii Caesarei Regii Austriaci Vindobonensis veröffentlicht. Die Münzen, die er als Anerkennung für seine Arbeit von Franz I. und Maria Theresia geschenkt bekam, gab er an das Theresianum weiter, wo sie in der Garellischen Bibliothek ausgestellt wurden.
Fröhlich litt ab 1748 an Steinschmerzen. 1756 wurde er von Natale Giuseppe Pallucci (1719–1797) operiert, der ihm einen Blasenstein entfernte. Nach kurzer Genesung verstarb er am 7. Juli (nach anderen Angaben am 8. Juli) 1758 an Seitenstechfieber. Josef Khell wurde sein Nachfolger als Leiter der Bibliothek, ihm folgte Michael Denis. Die Leitung der Münzsammlung übernahm Josef Khell, gefolgt von Joseph Hilarius Eckhel.
Im Münzkabinett des Kunsthistorischen Museums Wien befindet sich ein Ölgemälde Erasmus Fröhlichs von Peter Fendi.
Am Institut für Kulturgeschichte der Antike der Österreichischen Akademie der Wissenschaften wird unter Leitung von Bernhard Woytek eine Edition der wissenschaftlichen Korrespondenz von Erasmus Fröhlich und Josef Khell erarbeitet.

## Werk
Erasmus Fröhlich veröffentlichte ab 1733 Abhandlungen über Numismatik, Geschichte und theologische Fragen. Die Werke erschienen teilweise unter Namen von Ordensbrüdern oder Schülern, werden aber klar Fröhlich zugeschrieben. Zusammen mit anderen jesuitischen Geschichtsforschern wie Markus Hansiz und Anton Steyerer trug Fröhlich auch dazu bei, den im 18. Jahrhundert noch vorherrschenden Glauben an Phantasien, Erfindungen und Übertreibungen früherer Chronisten zu erschüttern. Ein wichtiger Mitarbeiter Fröhlichs war beispielsweise der steirische Jesuit Sigismund Pusch (1669–1735), der auch mit Steyerer eng zusammenarbeitet hatte. Fröhlich veröffentlichte später Puschs literarischen Nachlass.
Als sein „trefflichstes Werk“, das „nur mit der Welt untergehen wird“, gilt Annales Compendiarii Regum et rerum Syriae. Numis veteribus illustrati, das 1744 erschien. Es führte zu einer theologischen Auseinandersetzung mit Ernst Friedrich Wernsdorf über die Makkabäerbücher. Als Antwort veröffentlichte Fröhlich 1746 die Arbeit De fontibus historiae Syriae in libris Macchabaeorum Prolusio, in der er Wernsdorf widerlegte.
In seinem Werk Notitia elementaris numismatum illorum antiquorum stellte er ein System der antiken Münzen mit fünfzehn Klassen auf.
Seine Arbeiten wurden von bekannten Zeitgenossen wie Gerard van Swieten, Antonio Francesco Gori, Apostolo Zeno, Jean-Jacques Barthélemy, Georg Matthias Bose und Gottfried Bessel sehr geschätzt. Er arbeitete eng mit anderen Wissenschaftlern zusammen, hielt ständigen Kontakt und befähigte und förderte den Nachwuchs. Das Buch L’Optique des couleurs von Louis-Bertrand Castel aus dem Jahr 1740 übersetzte er 1744 ins Lateinische. Das Werk Diplomataria sacra ducatus Styriae von Sigismund Pusch wurde von ihm nach dessen Tod überarbeitet und 1756 veröffentlicht. Rudolf Coronini (1731–1791) unterstütze er bei der Abfassung einer Geschichte von Görz und Istrien und György Pray bei der Erarbeitung der Geschichte Ungarns. Zu seinen Schülern gehörten Maximilian Hell, Gottfried van Swieten, Josef Franz (1704–1776), Josef Khell (1714–1772), Michael Denis und Franz Anton von Khevenhüller, der von 1734 bis 1740 Bischof von Wiener Neustadt war. Marquard Herrgott lehrte er die Grundzüge der Numismatik.

## Pseudonym
In einigen Quellen wird für Erasmus Fröhlich das Pseudonym bzw. der Alternativname Ludwig Debiel (oder Ludwig de Biel) angegeben. Dabei handelt es sich aber um einen Zeitgenossen von Fröhlich, der von 1697 bis 1771 lebte. Debiel war ebenfalls Jesuit; er war Rektor des Theresianums, als Fröhlich das numismatische Kabinett leitete. Fröhlich verfasste 1733 auf Anregung von Debiel das Werk Utilitas rei numariae veteris. Debiel wurde später von Erzbischof Johann Joseph von Trautson mit der Reform der Theologischen Fakultät der Universität Wien beauftragt und zum Dekan ernannt.

## Schriften
- Utilitas rei numariae veteris. Veröffentlicht unter dem Namen von Ludwig Debiel. Wien 1733, OCLC 311683960 (Digitalisat).
- mit Ludwig Debiel (Hrsg.): Jean Foy-Vaillant: Appendicula ad numos Augustorum et Caesarum. Voigt, Wien 1734, OCLC 46203916 (Digitalisat).
- Dissertatio de numis, monetariorum veterum culpa vitiosis. Voigt, Wien 1736 (Digitalisat).
- Quatuor tentamina in re numaria vetere. Zusammenfassung und Erweiterung der vorigen drei Werke. Voigt, Wien 1737 (Digitalisat).
- Animadversiones in quosdam numos veteres urbium. Wien 1738, OCLC 46180975 (Digitalisat).
- De figura telluris Dialogus. 2 Teile. Kaliwodiana, Wien 1743, OCLC 5894520542 (Digitalisat Band 1, Digitalisat Band 2).
- (Übersetzer): Louis-Bertrand Castel: Optica Colorum. Kaliwodiana, Wien 1744, OCLC 796194130 (Digitalisat Band 1).
- Appendiculae duae novae ad numos Coloniarum altera, altera ad numos Augustorum et Caesarum. Ergänzung zur Ausgabe von Jean Foy-Vaillant. Wien 1744.
- Annales Compendiarii Regum et rerum Syriae. Numis veteribus illustrati. Kaliwodiana, Wien 1744, OCLC 602965180 (Digitalisat). Neuausgabe 1754, OCLC 10222264.
- De fontibus historiae Syriae in libris Macchabaeorum Prolusio. Wien 1746.
- Introductio facilis in mathesin conscripta ad usum tironum philosophiae provinciae austriae. Kaliwodiana, Wien 1746, OCLC 651342179 (Digitalisat).
- Dubia de Minnes ari aliorumque Armeniae regum numis et Arsacidarum Epocha nuper vulgatis. Trattner, Wien 1754, OCLC 27397114 (Digitalisat).
- mit Josef Khell, Valentin Jamerai Duval: Numismata Cimelii Caesarei Regii Austriaci Vindobonensis. Hrsg. Joseph de Francé. 2 Bände. Trattner, Wien 1755, OCLC 466293641 (Digitalisat Band 1).
- Dialogus quo disceptatur, anne Rudolphus Habsburgicus regi Bohemiae Ottocaro ab obsequiis fuerit. Ghelenianis, Wien 1755, OCLC 457446764 (Digitalisat).
- Ad Numismata regum veterum anecdota aut rariora accessio nova. Trattner, Wien 1755, OCLC 560872308 (Digitalisat).
- mit Edmund von Brabeck: Genealogiae Sounekiorum, comitum Calejae et comitum de Heunburg, specimina duo. Ghelenianis, Wien 1755, OCLC 457446823 (Digitalisat).
- (Hrsg.): Sigismund Pusch: Diplomataria sacra Ducatus Styriae. 2 Bände. Trattner, Wien 1756, OCLC 740960207 (Digitalisat Band 2).
- Notitia elementaris numismatum antiquorum illorum. Trattner, Wien 1758, OCLC 457446831 (Digitalisat).
- Specimen Archontologiae Carinthiae. Trattner, Wien 1758, OCLC 457446873 (Digitalisat).
- Josef Khell (Hrsg.): Erasmi Froelich e S. I. de Familia Vaballathi numis inlustrata Opusculum postumum. Kraus, Wien 1762, OCLC 876442512 (Digitalisat).